# الإصلاب
قرية الأصلاب هي إحدى القرى التابعة لمركز شبراخيت في محافظة البحيرة في جمهورية مصر العربية. حسب إحصاءات سنة 2006، بلغ إجمالي السكان في الأصلاب 5260 نسمة، منهم 2705 رجل و2555 امرأة.